# Carmelo Imbriani
Carmelo Imbriani (Benevento, 10 febbraio 1976 – Perugia, 15 febbraio 2013) è stato un allenatore di calcio e calciatore italiano, di ruolo centrocampista.

## Biografia

### Giocatore
Cresciuto nel Napoli, esordisce in massima serie il 27 febbraio 1994, mandato in campo da Marcello Lippi al 79' della partita Napoli-Cagliari (1-2). Il debutto da titolare arriva il 14 maggio 1995, quando Vujadin Boškov lo schiera a Brescia contro la formazione locale, battuta per 2-1 grazie ai gol di Imbriani e di Massimo Agostini, cui lo stesso centrocampista beneventano fornisce l'assist.
Nella stagione 1995-1996 parte titolare e sigla 2 gol: uno in casa dell'Atalanta e l'altro a Napoli contro l'Inter (2-1 per gli azzurri). Le sue prestazioni lo fanno notare da Cesare Maldini, che lo fa entrare nel giro della Nazionale Under-21 (seppur non riuscirà mai a esordirvi). Trova nuovamente la via del gol verso la fine dello stesso. Poco prima l'inizio della nuova stagione 1996-1997 si trasferisce in prestito alla Pistoiese in Serie C1.
Dopo l'esperienza toscana, l'anno seguente (1997-1998) è al Casarano, sempre in Serie C1, in una società che a fine campionato fallisce dopo la retrocessione sul campo della squadra. Tornato alla base nell'estate 1998, lascia la squadra azzurra per approdare nel gennaio 1999 al Genoa a titolo definitivo. A Genova l'allenatore Luigi Cagni da seconda punta lo trasforma in esterno di centrocampo, ruolo mai più abbandonato.
A fine stagione passa al Cosenza, sempre in Serie B. In Calabria giocherà tre campionati (nel primo anno il Cosenza sfiora la Serie A). Terminata l'avventura cosentina, nell'estate 2002 torna a casa e gioca per il Benevento in Serie C1. Seguiranno due abbandoni, per indossare le maglie di Salernitana e Foggia (entrambe nella stagione 2003-2004) e Catanzaro (nella stagione 2005-2006), e due successivi ritorni.
Nel 2006 ritorna a Benevento, con la società giallorossa nel frattempo fallita per problemi economici e costretta a ripartire dalla Serie C2, della quale Imbriani diviene il capitano. La squadra , appena risalita in Serie C1, ottiene la finale dei play-off per la promozione in Serie B. Dopo la finale di ritorno il centrocampista, a 33 anni, decide di ritirarsi e intraprendere la carriera di allenatore.
In carriera ha totalizzato complessivamente 32 presenze e 3 reti in Serie A e 70 presenze e una rete in Serie B.

### Dopo il ritiro
Pochi mesi dopo essersi ritirato dall'attività agonistica diventa il nuovo allenatore degli Allievi Nazionali del Benevento. Il 29 novembre 2011, a seguito dell'esonero di Simonelli viene promosso ad allenatore della prima squadra beneventana, lasciando l'incarico durante il ritiro estivo del 2012 per il sopraggiungere di problemi di salute.
A ottobre 2012 racconta al quotidiano Il Mattino di aver dovuto praticare sedute di chemioterapia a causa di vari linfomi, causati dalla malattia di Hodgkin, che avevano attaccato il suo corpo in più parti fin dall'estate 2012. Muore a Perugia, dove si trovava in cura, nel primo mattino del 15 febbraio 2013; lascia la moglie Valeria e due figli.

## Palmarès

### Giocatore
- Campionato italiano Serie C2: 1

Benevento: 2007-2008 (girone B)

## Riconoscimenti postumi
Il 13 settembre 2013, in sua memoria gli è stato intitolato l'antistadio di Benevento. Nello stesso anno è nata l'associazione solidale "Imbriani non mollare".
Nel 2019 il suo volto è stato ritratto, insieme a quello di altri sportivi campani, sulla facciata laterale di uno dei grattacieli del Centro direzionale di Napoli dallo street-artist Jorit. Con un'altezza di circa 100 metri, è il murales più alto d'Europa.